# Conciliatie
Onder conciliatie wordt een vergaderronde van het Europees Parlement met de Raad van de Europese Unie en de Europese Commissie bedoeld. Als de Europese Commissie een voorstel doet voor Europese wetgeving, wordt dit in het Europees parlement behandeld. Dit wordt de eerste lezing genoemd. Als het Europees parlement het met het voorstel eens is, wordt het doorgevoerd. Als het Europees parlement het niet met de regeling eens is, zal het amendementen indienen. De Europese Commissie wijzigt het voorstel, waarna het Europees parlement het in tweede lezing kan goedkeuren.
Als het parlement het niet goedkeurt, volgt een derde stap, conciliatie genoemd, de vreedzame beslechting van de geschilpunten ook wel verzoening tussen Raad en Parlement. Een Bemiddelingscomité (op grond van art. 251, lid 4 EG), met 25 vertegenwoordigers van het Europees parlement en 25 vertegenwoordigers van de Raad, wordt samengeroepen om de standpunten nader tot elkaar te brengen en poogt een gemeenschappelijke ontwerptekst vast te leggen op basis van het gemeenschappelijk standpunt van de Raad en de amendementen van het Parlement (uit de 2de lezing). De Commissie neemt ook deel aan de activiteiten van het bemiddelingscomité met het doel de standpunten van het Europees Parlement en de Raad met elkaar te verzoenen. De eventuele ontwerptekst dient vervolgens binnen zes weken door de Raad en het Parlement te worden goedgekeurd. Wanneer een van deze twee instellingen het voorgestelde besluit niet goedkeurt, wordt het geacht niet te zijn aangenomen.